# Травертинові скелі
Траверти́нові ске́лі — геологічна пам'ятка природи місцевого значення в Україні. Розташована на території Чортківського району Тернопільської області, біля села Литячі, лівий берег річки Дністер. Травертини зустрічаються на Поділлі, а також у Криму.
Площа — 0,5 га. Статус отриманий у 1972 році.
Входить до складу Національного природного парку «Дністровський каньйон».

## Світлини

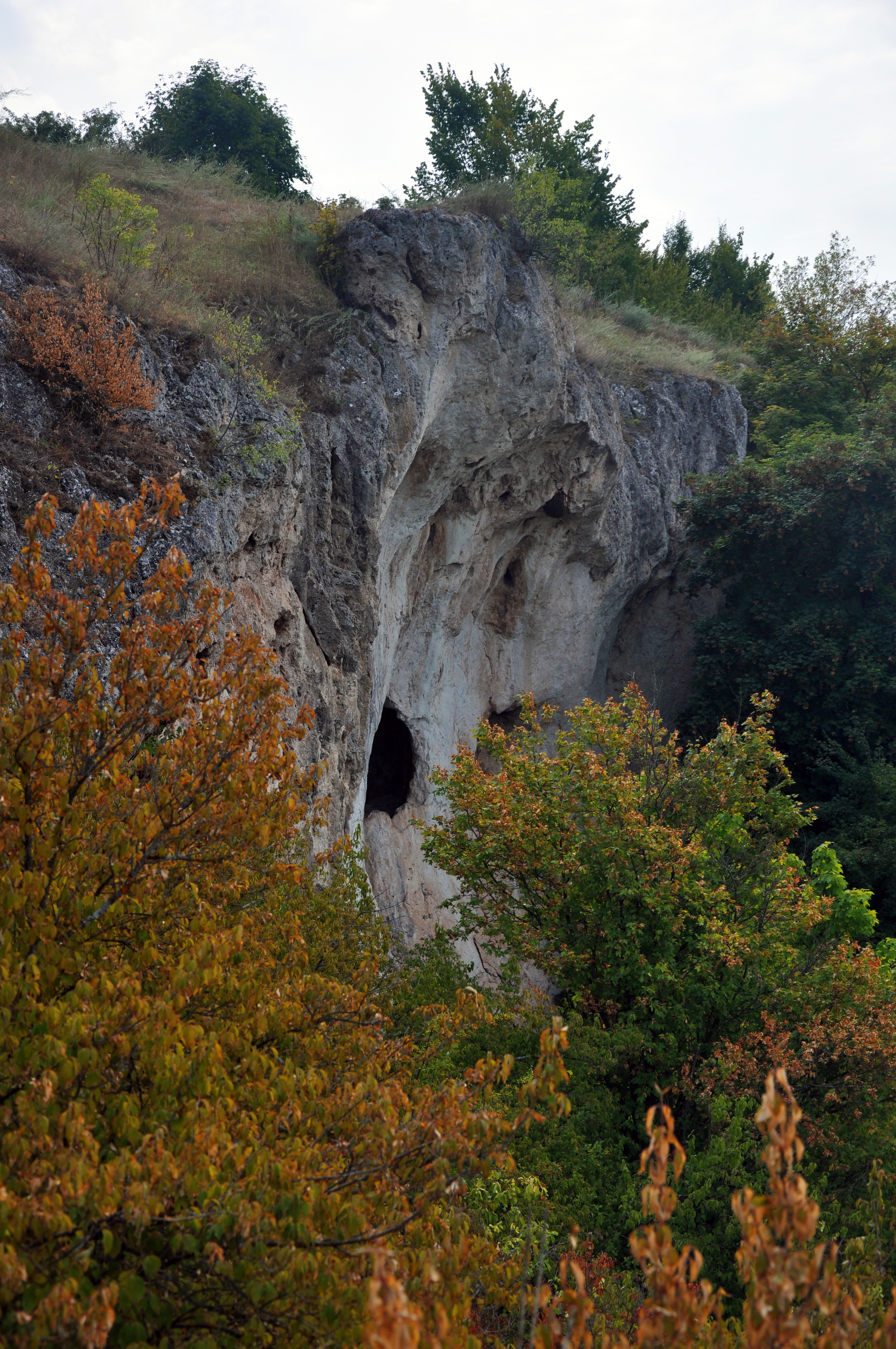
Травертинові скелі біля села Литячі
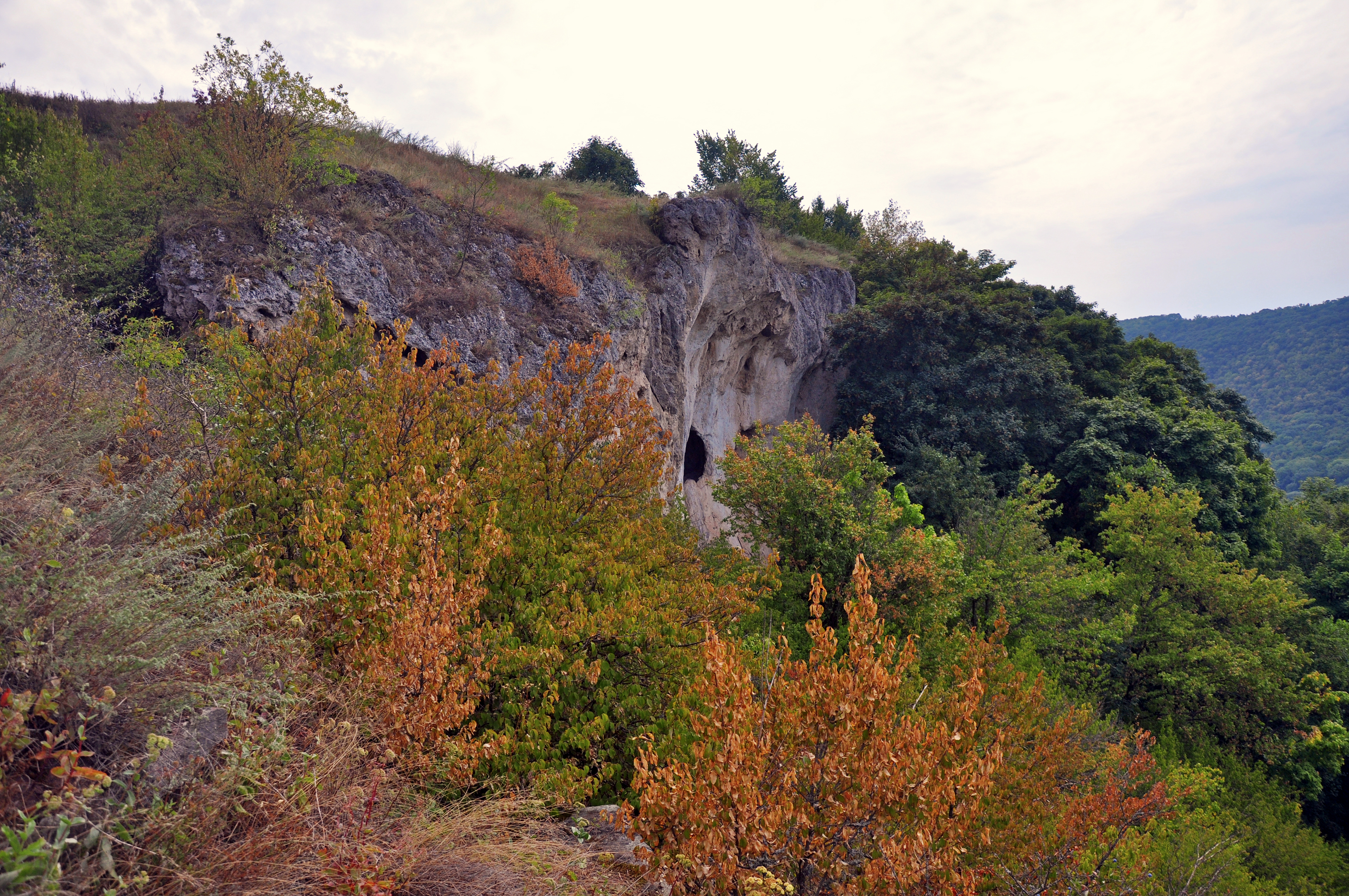
Травертинові скелі